# Copríncipes de Andorra
Os copríncipes de Andorra são os chefes de Estado do principado de Andorra, um microestado encravado na cordilheira dos Pirenéus, entre a França e a Espanha. O principado segue este arranjo diárquico único, que persiste desde a época medieval até os dias de hoje. Atualmente, o bispo de Urgel (Joan Enric Vives Sicília) e o presidente da França (Emmanuel Macron) são copríncipes de Andorra, na sequência da transferência das pretensões do conde de Foix à Coroa da França e, daí, ao presidente da França. Cada copríncipe nomeia um representante pessoal, o copríncipe francês atualmente sendo representado por Patrick Strzoda e o copríncipe episcopal por Josep Maria Mauri.

## História
A origem da figura dos copríncipes se remonta ao século XI, quando se estabeleceu um princípio de reparto feudatário entre dois vassalos do conde de Urgel: o Bispo de Urgell e o conde de Caboet. Quando este último passou a ser uma posse do visconde de Castelbo, o reparto transmitiu-se em iguais condições no ano 1186. Posteriormente, os de Castelbo integraram-se no Condado de Foix dando continuidade a uma nova transmissão em 1226.
Os tratados, segundo o código feudal de Pareatges de 1278 e 1288, puseram fim a um período de disputas e confirmaram as prerrogativas de ambos senhorios entre o abade Pere d'Urtx e o conde Roger Bernardo III de Foix.
O abadiado de Urgell permaneceu sob a tutela do condado de Barcelona e a coroa de Aragão mais tarde integrada na coroa espanhola, sendo que o condado de Foix passou em 1479 a ser possessão dos territórios béarneses do Reino de Navarra, também chamados de Baixa Navarra, dando origem a uma série de transmissões do título dentro do âmbito francês.

### Transmissões do coprincipado francês
A Baixa Navarra integrou-se ao Reino da França em 1589, com a chegada ao trono de Henrique IV, momento a partir do qual os reis sucessivos também titularam-se de France et de Navarre. Em 1620, Luís XIII decidiu unir o título de rei de Navarra e seus direitos transmitidos de coprincipado de Andorra, na coroa da França. 
Após a revolução francesa de 1789, a I República renunciou ao coprincipado até que em 1806, o imperador Napoleão Bonaparte voltou a exercer o papel de copríncipe, considerando que o decreto real de 1620 havia transmitido a parte da soberania francesa de Andorra ao estado francês, qualquer que fora sua forma de regime. Seguindo este princípio, os atuais presidentes da República Francesa são copríncipes de Andorra. 

## Papel político contemporâneo
A Constituição de Andorra de 1993 adotou esta forma tradicional de representação, estando redigida no Título III, dos artigos 43 ao 49.
Segundo a Constituição, os copríncipes são a representação suprema do Estado e simbolizam a continuidade, independência e espírito de equilíbrio nas relações com os estados vizinhos da França e Espanha, desde a tradição medieval dos acordos de Pareatge.
Os poderes que os copríncipes podem exercer por conta própria incluem:
- Exercício conjunto da "prerrogativa da graça" (o poder de perdoar);
- Cada copríncipe pode nomear um membro do Conselho Superior de Justiça e um membro do Tribunal Constitucional;
- Estabelecimento dos serviços que eles considerem necessários para cumprir suas prerrogativas constitucionais, e nomeação de pessoas para cumprir esses serviços;
- Solicitar uma sentença preliminar sobre a constitucionalidade de propostas de lei ou de tratados internacionais;
- Concordar com o texto de qualquer tratado internacional, antes de submetê-lo à aprovação parlamentar;
- Apresentar processo em caso de conflito sobre o exercício das suas prerrogativas constitucionais ao Tribunal Constitucional .

Os poderes que os copríncipes podem exercer em conjunto com o chefe do governo incluem:
- Convocar eleições ou referendos de acordo com as disposições constitucionais;
- Nomear o chefe de governo de Andorra de acordo com as disposições constitucionais;
- Dissolver o Conselho Geral (a legislatura de Andorra) antes do término de seu mandato atual (mas não antes de pelo menos um ano após a eleição anterior);
- Credenciar representantes diplomáticos de Andorra em países estrangeiros e receber credenciais de representantes estrangeiros em Andorra;
- Nomear titulares de cargos de acordo com as disposições constitucionais adequadas;
- Sancionar e promulgar leis de acordo com as disposições constitucionais;
- Concessão de consentimento formal aos tratados internacionais, uma vez ratificados pelo Conselho Geral.

## Lista de copríncipes deAndorra
Desde a adoção da Constituição em 1993, ocuparam o cargo de copríncipes andorranos:

### Copríncipes episcopais
| # | Copríncipe episcopal       | Imagem | Mandato                         |
| - | -------------------------- | ------ | ------------------------------- |
| 1 | Joan Martí i Alanis        |        | 1971-12 de maio de 2003         |
| 2 | Joan Enric Vives i Sicília |        | 12 de maio de 2003 - incumbente |

### Copríncipes franceses
| Copríncipe                                                  | Imagem              | Nascimento                                          | Casamento                                          | Morte                          | Ref. |
| ----------------------------------------------------------- | ------------------- | --------------------------------------------------- | -------------------------------------------------- | ------------------------------ | ---- |
| François Mitterrand 21 de maio de 1981 – 17 de maio de 1995 | François Mitterrand | 26 de outubro de 1916                               | Danielle Mitterrand 28 de outubro de 1944 3 filhos | 8 de janeiro de 1996 79 anos   |      |
| Jacques Chirac 17 de maio de 1995 – 16 de maio de 2007      | Jacques Chirac      | 29 de novembro de 1932                              | Bernadette Chirac 16 de março de 1956 3 filhos     | 26 de setembro de 2019 86 anos |      |
| Nicolas Sarkozy 16 de maio de 2007 – 15 de maio de 2012     | Nicolas Sarkozy     | 28 de janeiro de 1955 (70 anos, 2 meses e 8 dias)   | Carla Bruni 2 de fevereiro de 2008 Sem filhos      |                                |      |
| François Hollande 15 de maio de 2012 – 14 de maio de 2017   | François Hollande   | 12 de agosto de 1954 (70 anos, 7 meses e 24 dias)   | Julie Gayet 4 de junho de 2022 Sem filhos          |                                |      |
| Emmanuel Macron 14 de maio de 2017 –presente                | Emmanuel Macron     | 21 de dezembro de 1977 (47 anos, 3 meses e 15 dias) | Brigitte Macron Outubro de 2007 Sem filhos         |                                |      |

## Representantes dos copríncipes
Por se tratar de um governo ex officio, os copríncipes nomeiam representantes pessoais para Andorra, atualmente são representantes:

Josep Maria Mauri Representante do Copríncipe episcopal (desde 20 de julho de 2012).
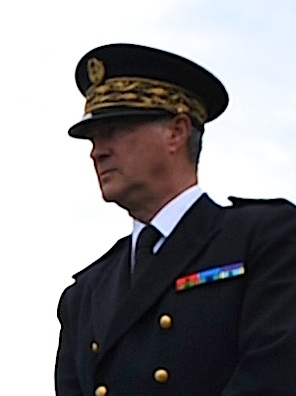
Patrick Strzoda Representante do Copríncipe francês (desde 14 de maio de 2017).